# Gianluigi Coppola
Gianluigi Coppola (Chiavari, 16 aprile 1928 – Genova, 24 agosto 2015) è stato un illustratore e fumettista italiano.

## Biografia
Dopo aver completato il liceo artistico, nel 1949 si trasferì a Milano dove inizia a collaborare con la testata a fumetti Goal edita dalla Gazzetta dello Sport; collabora poi con autori come Ferdinando Tacconi alla serie Nat del Santa Cruz e Franco Paludetti alla serie Sciuscià. Si trasferì poi, nel 1956, in Inghilterra, dove per oltre venti anni lavora come disegnatore realizzando varie serie come Billy the Kid pubblicata su The Sun e altre come Scoop Donovan e Battler Britton.
Nei primi anni sessanta interrompe l'attività di fumettista per dedicarsi all'illustrazione di libri per la Penguin Books, oltre a realizzare copertine per romanzi editi da varie case editrici come Corgi, Fontana, Collins, Pan, Granada. Si dedica anche alla pubblicità collaborando con riviste come Forum, Observer, Psycology Today.
Ritornò in Italia nel 1979 dove iniziò a collaborare con la Arnoldo Mondadori per la quel realizzò illustrazioni per romanzi classici per ragazzi oltre a copertine della collana Oscar. Collabora anche con le riviste Playboy e Penthouse; ritornò a occuparsi di fumetti nel 1990 realizzando per la Sergio Bonelli Editore alcune storie delle serie Dylan Dog e Martin Mystère; per la Bonelli pubblicherà dal 1991 cinque albi di Dylan Dog e, dal 1993, tre albi della serie Martin Mystère; dopo questa esperienza ritornò a dedicarsi all'illustrazione e alla pittura.

## Riconoscimenti
- A pennello – L'opera in immagini di Gianluigi “Didi” Coppola (2017): mostra a Palazzo Ravaschieri e Palazzo Rocca, a Chiavari.[4]